# Architecture & Morality
Architecture & Morality és el nom del tercer àlbum del grup anglès de pop electrònic Orchestral Manoeuvres in the Dark. Fou publicat al mes d'agost de 1981; en aquest disc Martin Cooper s'integrà definitivament al grup i OMD passaren a ser un quartet, amb la formació que molts consideren "clàssica".
OMD van continuar-hi la progressió que havien començat amb el seu anterior treball, Organisation, creant el seu disc més reeixit, tant per la crítica pel nombre d'exemplars venuts. Arribà al número 3 britànic i al número 1 a Bèlgica i als Països Baixos, i les seves vendes superen els tres milions d'exemplars. També els seus senzills van tenir molt d'èxit: tant "Souvenir" (cantat per Humphreys) com "Joan of Arc" i "Joan of Arc (Maid Orleans)" van arribar al Top 5 britànic i ocuparen les posicions altes de les llistes de molts estats europeus.
Musicalment l'àlbum és remarcable per l'ús que OMD hi van fer del Mellotron, instrument que fins aleshores s'havia associat predominantment al rock simfònic, i que contribuí a donar un toc èpic al so del disc. D'altres elements destacables són la introducció de la guitarra en temes com "The new stone age" o "The beginning and the end", i els sons corals, provinents del Mellotron o de cintes. A més, OMD continuaren amb l'experimentació sonora dels discos precedents, concentrada aquesta vegada en "Sealand" o "Architecture and Morality".
En conjunt, tot i ser menys obscur que Organisation, "Architecture and morality" continua amb el seu esperit melancòlic i reflexiu.
Com en el cas dels dos discos anteriors, Virgin Records remasteritzà "Architecture & Morality", però ara en una edició doble, que inclou d'una banda el CD remasteritzat amb set temes extra i un DVD amb vídeos dels tres senzills editats i un concert del grup al Theatre Royal (Drury Lane).

## Temes

### CDID 12
1. The new stone age - 3:17
2. She's leaving - 3:26
3. Souvenir - 3:36
4. Sealand - 7:42
5. Joan of Arc - 3:48
6. Joan of Arc (Maid of Orleans) - 4:10
7. Architecture and Morality - 3:38
8. Georgia - 3:20
9. The beginning and the end - 3:44

### CD/DVD: Virgin / DIDCDRX12 (Llista de l'edició remasteritzada, 2007)

#### Disc 1: CD
1. The new stone age - 3:22
2. She's leaving - 3:28
3. Souvenir - 3:39
4. Sealand - 7:47
5. Joan of Arc - 3:48
6. Joan of Arc (Maid of Orleans) - 4:12
7. Architecture and morality - 3:43
8. Georgia - 3:24
9. The beginning and the end - 3:48
10. Extended Souvenir - 4:16
11. Motion and heart (Amazon Version) - 3:07
12. Sacred heart - 3:30
13. The romance of the telescope (Unfinished) - 3:22
14. Navigation - 3:00
15. Of all the things we've made - 3:25
16. Gravity never failed - 3:24

#### Disc 2: DVD
1. Souvenir (Vídeo)
2. Joan of Arc (En directe al Top of the Pops, 29/10/81)
3. Maid of Orleans (The Waltz of Joan of Arc) (Vídeo)

En directe al Theatre Royal, Drury Lane:
1. Almost
2. Mystereality
3. Joan of Arc
4. Motion and heart
5. Maid of Orleans
6. Statues
7. Souvenir
8. The new stone age
9. Enola Gay
10. Bunker soldiers
11. Electricity
12. She's leaving
13. Julia's song
14. Stanlow

## Senzills
1. Souvenir // Sacred heart
2. Joan of Arc // The romance of the telescope
3. Maid of Orleans // Navigation

## Dades
- Orchestral Manoeuvres in the Dark:

Paul Humphreys: Sintetitzadors, piano, Mellotron, percussió acústica i electrònica, orgue, programació de ritmes, ràdios, melòdica i veus.
Andrew McCluskey: Sintetitzadors, Mellotron, guitarra, baix, programació de ritmes, percussió acústica i electrònica, metalls de llengüeta, orgue i veus.
Malcolm Holmes: Bateria, percussió acústica i electrònica, sintetitzador de baixos.
Martin Cooper: Saxòfon.
Michael Douglas: Sintetitzadors, piano i orgue electrònic.
- Temes 1, 5 i 6 compostos per Andrew McCluskey.
- Temes 3 i 10 compostos per Humphreys/Cooper.
- Temes 2, 4, 7-16 compostos per Humphreys/McCluskey.
- Preenregistrat als estudis The Gramophone Suite (Liverpool).
- Enregistrat als estudis The Manor (enginyers de so: Richard Manwaring i Howard Gray).
- Mesclat als estudis Mayfair Studios (enginyer de so: Brian Tench).
- Produït per OMD i Richard Manwaring excepte "Souvenir", produït per OMD i Mike Howlett.
- Disseny de portada: Peter Saville Associates.

## Informació addicional
- Michael Douglas (que no té cap relació amb l'actor del mateix nom) fou per un curt període membre d'OMD. Abans de completar l'àlbum, Douglas havia abandonat el grup i Cooper (que els havia deixat temporalment) tornà i recuperà el seu lloc.
- Les versions de "The romance of the telescope" i "Of all the things we've made" que s'inclouen a la reedició són esbossos de les versions definitives, que aparegueren al seu següent àlbum.
- El títol del disc fou suggerit per Martha Ladly, del grup Martha and the Muffins.
- Se n'han editat diverses versions, que es diferencien pel color de la portada: la primera edició fou en color groc, seguida d'unes edicions posteriors en blau i gris. La portada de la primera edició en CD és de color verd clar, mentre la de la reedició del 2003 és groga.